# Jean-Joseph Brierre-Narbonne
Pour les articles homonymes, voir Brierre.
Jean-Joseph Brierre-Narbonne, né le 16 juillet 1891 à Pithiviers et mort le 23 janvier 1980 à Béziers, est un prêtre catholique français qui a travaillé dans l'entre-deux guerres sur les prophéties messianiques.

## Ouvrages
- Les Prophéties messianiques de l'Ancien Testament dans la littérature juive en accord avec le Nouveau Testament, avec une introduction sur la littérature messianique juive apocryphe, targoumique, talmudique, midrachique, zoharique et rabbinique. Paris, P. Geuthner, 1933.
- Exégèse talmudique des prophéties messianiques. Paris, P. Geuthner, 1934.
- Exégèse midrashique des prophéties messianiques. Paris, P. Geuthner,1935.
- Exégèse targumique des prophéties messianiques. (Textes de la Bible et du Targum, et leur traduction française). Paris, P. Geuthner,1936.
- Exégèse apocryphe des prophéties messianiques. Paris, P. Geuthner, 1937.
- Exégèse zoharique des prophéties messianiques. Paris, P. Geuthner, 1938.
- Le Messie souffrant dans la littérature rabbinique. Paris, P. Geuthner, 1940.

## Édition et traduction
- Moïse Darsan de Narbonne Commentaire de la Genèse. Paris, P. Geuthner, 1939.

## Fonds d'archives
- Fonds du père Jean Joseph Brierre Narbonne (1929-1940) [0,25 ml].  Cote : 300 J. Montpellier : Archives départementales de l'Hérault (présentation en ligne).